# NGC 2947
NGC 2947 é uma galáxia espiral barrada (SBbc) localizada na direcção da constelação de Hydra. Possui uma declinação de -12° 26' 12" e uma ascensão recta de 9 horas, 36 minutos e 05,8 segundos.
A galáxia NGC 2947 foi descoberta em 1886 por Frank Leavenworth.